# Under the Dome
Under the Dome (en Hispanoamérica: Bajo el domo y en España: La cúpula) es una serie televisiva estadounidense de ciencia ficción emitida por la cadena CBS y basada en la novela homónima de Stephen King. Aparte del creador y el novelista, la serie es producida por Neal Baer, Justin Falvey, Darryl Frank, Jack Bender, Steven Spielberg y Stacey Snider. La primera temporada de la serie se estrenó el 24 de junio de 2013 y consta de 13 episodios. El 16 de septiembre de 2013, CBS renovó la serie para una segunda temporada de 13 episodios, que fue estrenada el 30 de junio de 2014. El 9 de octubre de 2014, la serie fue renovada para una tercera y última temporada, que fue estrenada el 25 de junio de 2015 a través de la cadena CBS.
El 31 de agosto de 2015, la CBS anunció la cancelación de la serie.

## Argumento
Todo comienza en Chester's Mill, un pueblo del estado de Maine, cuando Dale "Barbie" Bárbara (Mike Vogel) está enterrando un cuerpo en las afueras del pueblo. Cuando está a punto de marcharse, una gran barrera invisible cae a unos metros de él y así todo el pueblo queda atrapado. Dale ve rápidamente cómo aviones y automóviles se estrellan contra la barrera y quedan completamente destruidos. Aparentemente, la cúpula es indestructible. Julia Shumway (Rachelle Lefevre), una reportera (cuyo esposo es el cadáver que Barbie acaba de enterrar) se interesa especialmente en Dale después de ver cómo este le salva la vida a un adolescente, Joe McAlister (Colin Ford). Los padres del muchacho quedaron afuera de la cúpula y su hermana, Angie McAlister (Britt Robertson) es secuestrada por su exnovio, Junior Rennie (Alexander Koch) que cree que la cúpula la está afectando tras que tuvieran relaciones sexuales. Big Jim Rennie (Dean Norris), padre de junior y concejal de la ciudad parece ser el líder del pueblo después de la muerte del sheriff, pero Big Jim tiene muchos secretos y demasiadas intenciones ocultas. También está atrapada la oficial Linda Esquivel (Natalie Martinez) quien queda a cargo del cuerpo de policía después de la muerte de su jefe. Carolyn Hill (Aisha Hinds) y su mujer Alice Calvert (Samantha Mathis) estaban de paso por el pueblo, camino al campamento adonde llevaban a su problemática hija Norrie (Mackenzie Lintz). A medida que pasan los días, entre los vecinos de Chester's Mill empezará a cundir el pánico, situación que aprovecharán algunos en beneficio propio mientras que otros tratarán de mantener el orden y buscar la manera de escapar del encierro de la cúpula.
La serie, aunque sigue una narrativa similar a la novela de Stephen King, por momentos se aparta de ella en muchos aspectos, dando a la serie un segundo aire de misterio, mucho más intenso e intrincadamente más dramático y de expectación.

## Reparto

### Reparto principal
| Mike Vogel       | Dale "Barbie" Bárbara         | Principal  | Principal  | Principal  |           |  |  |  |  |  |  |  |  |  |  |  |  |  |  |  |  |  |  |  |  |  |  |  |  |  |  |  |  |  |  |  |  |  |  |  |  |  |  |  |  |  |  |  |  |  |  |  |  |  |  |  |  |
| Rachelle Lefevre | Julia Shumway                 | Principal  | Principal  | Principal  |           |  |  |  |  |  |  |  |  |  |  |  |  |  |  |  |  |  |  |  |  |  |  |  |  |  |  |  |  |  |  |  |  |  |  |  |  |  |  |  |  |  |  |  |  |  |  |  |  |  |  |  |  |
| Natalie Martinez | Linda Esquivel                | Principal  | Principal  |            |           |  |  |  |  |  |  |  |  |  |  |  |  |  |  |  |  |  |  |  |  |  |  |  |  |  |  |  |  |  |  |  |  |  |  |  |  |  |  |  |  |  |  |  |  |  |  |  |  |  |  |  |  |
| Britt Robertson  | Angie McAlister               | Principal  | Principal  |            |           |  |  |  |  |  |  |  |  |  |  |  |  |  |  |  |  |  |  |  |  |  |  |  |  |  |  |  |  |  |  |  |  |  |  |  |  |  |  |  |  |  |  |  |  |  |  |  |  |  |  |  |  |
| Alexander Koch   | James "Junior" Rennie         | Principal  | Principal  | Principal  |           |  |  |  |  |  |  |  |  |  |  |  |  |  |  |  |  |  |  |  |  |  |  |  |  |  |  |  |  |  |  |  |  |  |  |  |  |  |  |  |  |  |  |  |  |  |  |  |  |  |  |  |  |
| Nicholas Strong  | Phil Bushey                   | Principal  | Principal  |            |           |  |  |  |  |  |  |  |  |  |  |  |  |  |  |  |  |  |  |  |  |  |  |  |  |  |  |  |  |  |  |  |  |  |  |  |  |  |  |  |  |  |  |  |  |  |  |  |  |  |  |  |  |
| Colin Ford       | Joe McAlister                 | Principal  | Principal  | Principal  |           |  |  |  |  |  |  |  |  |  |  |  |  |  |  |  |  |  |  |  |  |  |  |  |  |  |  |  |  |  |  |  |  |  |  |  |  |  |  |  |  |  |  |  |  |  |  |  |  |  |  |  |  |
| Jolene Purdy     | Dorothy "Dodee" Weaver        | Principal  | Invitada   |            |           |  |  |  |  |  |  |  |  |  |  |  |  |  |  |  |  |  |  |  |  |  |  |  |  |  |  |  |  |  |  |  |  |  |  |  |  |  |  |  |  |  |  |  |  |  |  |  |  |  |  |  |  |
| Aisha Hinds      | Carolyn Hill                  | Principal  | Recurrente | Recurrente |           |  |  |  |  |  |  |  |  |  |  |  |  |  |  |  |  |  |  |  |  |  |  |  |  |  |  |  |  |  |  |  |  |  |  |  |  |  |  |  |  |  |  |  |  |  |  |  |  |  |  |  |  |
| Jeff Fahey       | Howard "Duke" Perkins         | Principal  |            |            |           |  |  |  |  |  |  |  |  |  |  |  |  |  |  |  |  |  |  |  |  |  |  |  |  |  |  |  |  |  |  |  |  |  |  |  |  |  |  |  |  |  |  |  |  |  |  |  |  |  |  |  |  |
| Dean Norris      | James "Big Jim" Rennie        | Principal  | Principal  | Principal  |           |  |  |  |  |  |  |  |  |  |  |  |  |  |  |  |  |  |  |  |  |  |  |  |  |  |  |  |  |  |  |  |  |  |  |  |  |  |  |  |  |  |  |  |  |  |  |  |  |  |  |  |  |
| Mackenzie Lintz  | Elinore "Norrie" Calvert-Hill | Recurrente | Principal  | Principal  |           |  |  |  |  |  |  |  |  |  |  |  |  |  |  |  |  |  |  |  |  |  |  |  |  |  |  |  |  |  |  |  |  |  |  |  |  |  |  |  |  |  |  |  |  |  |  |  |  |  |  |  |  |
| Eddie Cahill     | Sam Verdreaux                 |            | Principal  | Principal  |           |  |  |  |  |  |  |  |  |  |  |  |  |  |  |  |  |  |  |  |  |  |  |  |  |  |  |  |  |  |  |  |  |  |  |  |  |  |  |  |  |  |  |  |  |  |  |  |  |  |  |  |  |
| Karla Crome      | Rebecca Pine                  |            | Principal  |            |           |  |  |  |  |  |  |  |  |  |  |  |  |  |  |  |  |  |  |  |  |  |  |  |  |  |  |  |  |  |  |  |  |  |  |  |  |  |  |  |  |  |  |  |  |  |  |  |  |  |  |  |  |
| Kylie Bunbury    | Eva Sinclair/Dawn             |            |            | Principal  | Principal |  |  |  |  |  |  |  |  |  |  |  |  |  |  |  |  |  |  |  |  |  |  |  |  |  |  |  |  |  |  |  |  |  |  |  |  |  |  |  |  |  |  |  |  |  |  |  |  |  |  |  |  |

### Recurrentes
| Actor              | Personaje             | Notas          |
| ------------------ | --------------------- | -------------- |
| John Elvis         | Ben Drake             | Temporada 1    |
| Brett Cullen       | Don Bárbara           | Temporada 2-3  |
| Grace Victoria Cox | Melanie               | Temporada 2-3  |
| Max Ehrich         | Hunter May            | Temporada 2-3  |
| Estes Tarver       | Tom Tilden            | Temporada 2    |
| Sherry Stringfield | Pauline Rennie        | Temporada 2    |
| Samantha Mathis    | Alice Calvert         | Temporada 1    |
| Jeff Fahey         | Howard "Duke" Perkins | Temporada 1    |
| Beth Broderick     | Rose Twitchell        | Temporada 1    |
| Leon Rippy         | Ollie                 | Temporada 1    |
| Kevin Sizemore     | Paul Randolph         | Temporada 1    |
| Dale Raoul         | Andrea Grinell        | Temporadas 1-2 |
| Josh Carter        | Rusty Denton          | Temporada 1    |
| Ned Bellamy        | Rev. Lester Coggins   | Temporada 1    |
| Natalie Zea        | Maxine                | Temporada 1    |
| Dwight Yoakam      | Lyle Chumley          | Temporada 2    |
| Marg Helgenberger  | Christine Price       | Temporada 3    |

## Producción
En un principio, el estreno de la serie estuvo programado para 2009, pero no fue hasta 2011 cuando la CBS contrató a Vaughan para adaptar la novela para su posterior emisión en Showtime. David Nevins, presidente de Showtime Entertainment pensó que la serie no encajaba dentro de la cadena y Nina Tassler de CBS recogió el testigo. Una vez que Tassler se hizo con los derechos, contactó con el productor Neal Baer para que trabajara en el proyecto como showrunner. En noviembre del año siguiente, la cadena ordenó la creación de un episodio piloto y trece más. Tassler comentó: La cúpula es una gran novela que está dispuesta a llegar a la pequeña pantalla con el objetivo de ser el programa del verano".
Durante el Super Bowl de 2013 se emitió un avance promocional, aunque en vez de mostrar el tráiler directamente, tan solo se podía acceder por la web oficial en la que el interesado tenía que escribir dónde residía. El 29 de julio de 2013, la serie fue renovada por una segunda temporada de 13 episodios, la que se confirmó comenzaría a emitirse el 30 de junio de 2014. Poco después, se dio a conocer que Stephen King, el creador del libro en el que la serie está basada, escribiría el primer episodio de la nueva temporada. Desde agosto de 2013, Vaughan es el productor ejecutivo de la serie. Baer ha declarado que sabe cuál es el final de la serie, además que lo ideal para él es que la serie tenga 5 temporadas de 13 episodios cada una.

### Rodaje de la serie
El rodaje de la serie comenzó oficialmente en Carolina del Norte, el 28 de febrero de 2013. Además, el rodaje también fue en Burgaw, Carolina del Norte.

## Episodios
| Temporada | Temporada | Episodios | Episodios | Emisión original    | Emisión original         |
| Temporada | Temporada | Episodios | Episodios | Primera emisión     | Última emisión           |
| --------- | --------- | --------- | --------- | ------------------- | ------------------------ |
|           | 1         | 13        | 13        | 24 de junio de 2013 | 16 de septiembre de 2013 |
|           | 2         | 13        | 13        | 30 de junio de 2014 | 22 de septiembre de 2014 |
|           | 3         | 13        | 13        | 25 de junio de 2015 | 10 de septiembre de 2015 |

## Recepción

### Audiencias
La primera temporada se estrenó el 24 de junio de 2013 en la cadena CBS con 13.53 millones de espectadores. Durante los 13 episodios emitidos en el verano, la audiencia de la serie bajó, pero se mantuvo lo suficiente para que la cadena decidiera renovarla. El episodio más visto de la primera temporada es el primero, con 13.53 millones de espectadores, mientras que el más bajo es el 12, titulado "Exigent Circumstances" con 9.72 millones de espectadores. El final de temporada, emitido el 16 de septiembre de 2013 obtuvo 12.10 millones de espectadores. La segunda temporada de la serie se estrenó el 30 de junio de 2014 con 9.41 millones de espectadores. En la segunda temporada la audiencia de la serie bajo a comparación de la primera temporada, pero se mantuvo entre los 6 y 7 millones de espectadores. El final de la segunda temporada, emitido el 22 de septiembre de 2014, obtuvo 7.52 millones de espectadores. La serie fue renovada por una tercera temporada hasta el 9 de octubre de 2014 a pesar de las audiencias de la temporada pasada.
| Temporada | Horario                                              | Episodios | Estreno             | Estreno              | Final                    | Final              | Año de emisión | Audiencia media (millones) |
| Temporada | Horario                                              | Episodios | Fecha de inicio     | Audiencia de Estreno | Fecha de final           | Audiencia de Final | Año de emisión | Audiencia media (millones) |
| --------- | ---------------------------------------------------- | --------- | ------------------- | -------------------- | ------------------------ | ------------------ | -------------- | -------------------------- |
| 1         | Lunes a las 10 p. m.                                 | 13        | 24 de junio de 2013 | 13.53                | 16 de septiembre de 2013 | 12.10              | 2013           | 11.19                      |
| 2         | Lunes a las 10 p. m.                                 | 13        | 30 de junio de 2014 | 9.41                 | 22 de septiembre de 2014 | 7.52               | 2014           | 7.17                       |
| 3         | Jueves a las 9 p. m. (1)Jueves a las 10 p. m. (2-13) | 13        | 25 de junio de 2015 | 6.25                 | 10 de septiembre de 2015 | 4.23               | 2015           | 4.70                       |

### Recepción crítica
El episodio piloto recibió críticas positivas y los primeros episodios fueron bien recibidos también. Hasta el 25 de junio de 2013, el episodio piloto tiene el un 72/100 en Metacritic - indicando "críticas favorables generalmente". Rotten Tomatoes reportó que el 82% de 45 críticas han dado a la primera temporada buenas críticas, y dijeron que Under the Dome es una serie efectiva con elementos de terror/misterio que tiene trazado hermético y grandes efectos especiales.
El 10 de junio de 2013, Under the dome fue elegida junto a otras por los "Critics' Choice Awards" como una de las "Más emocionantes series de estreno". Sin embargo, el 13 de agosto de 2013, con 8 episodios emitidos, las críticas de la serie fueron hacia abajo, por ejemplo Tim Surette de Tv.com, la llamó "Una serie mediocre", o Rachel Hyland de "Geek Speak Magazine"  dijo que era "Un tonto, tonto programa" de "perdurable horror". El 27 de junio de 2013, Stephen King declaró que "la versión televisiva de Under the Dome varía considerablemente de la versión del libro", pero dijo que era muy buena, mientras mencionaba varias diferencias:

Si miras de cerca, verás que la mayoría de mis personajes siguen ahí, mientras que algunos se han combinado y otros han cambiado de profesión. Eso también es algo cierto del gran asunto, como el motín del supermercado, o la razón de todo el propano, y la temática del libro habla de la disminución de los recursos en el pueblo. Muchos de los cambios que hizo Brian K. Vaughan y su equipo de guionistas eran necesarios, y lo apruebo de todo corazón. Algunos de esos cambios son el plan de mantener la cúpula en Chester's Mill por varios meses, en vez de un poco más de una semana como es el caso del libro. Otras modificaciones de la historia son porque los guionistas han reimaginado el origen de la cúpula.
Stephen King